# Boris Wassiljewitsch Bunkin
Boris Wassiljewitsch Bunkin (russisch Борис Васильевич Бункин; * 16. Juli 1922 im Dorf Aksinjino (jetzt Moskau); † 22. Mai 2007) war ein russischer Raketenkonstrukteur.

## Leben
Bunkin war der Sohn des Geodäten Wassili Fjodorowitsch (1894–1943) und der Buchhalterin Antonina Sergejewna geborene Zelikowa (1893–1947). 1936 zog die Familie nach Moskau. Nach dem Mittelschulabschluss 1940 begann Bunkin das Studium am Moskauer Staatliches Luftfahrtinstitut (MAI). Ab Beginn des Deutsch-Sowjetischen Krieges arbeitete er in der Moskauer Flugzeugmotorenfabrik Nr. 24. Im Oktober 1941 wurde Bunkin mit den Dozenten und Studenten des MAI nach Alma-Ata evakuiert. Nach der Rückkehr nach Moskau verteidigte er 1947 an der Radiotechnik-Fakultät des MAI seine Diplomarbeit, um dann am Lehrstuhl für Radiotechnik des MAI die Aspirantur zu beginnen.
Ab 1950 arbeitete Bunkin im neuen Konstruktionsbüro KB-1, dessen Radiotechnik-Abteilung von Alexander Andrejewitsch Raspletin geleitet wurde.  Das KB-1 wurde 1966 das Moskauer Konstruktionsbüro Strela (Pfeil) und 1971 das Zentrale Konstruktionsbüro Almas (Diamant) des Ministeriums für Radioindustrie der UdSSR, das sich zum führenden Entwicklungs- und Produktionsunternehmen für die Herstellung von Flugabwehr-Raketensystemen für die Sowjetischen Luftverteidigungsstreitkräfte entwickelte. Bunkin wurde 1966 zum Doktor der technischen Wissenschaften promoviert und 1968 zum Korrespondierenden Mitglied der Akademie der Wissenschaften der UdSSR (AN-SSSR, seit 1991 Russische Akademie der Wissenschaften (RAN)) gewählt. 1971 folgte die Ernennung zum Professor.
Bunkin war von 1968 bis 1998 Generalkonstrukteur des Almas-Unternehmens. Während dieser Zeit entstand das Raketensystem S-300. Anschließend war er wissenschaftlicher Berater. Bunkin wurde 1974 zum Vollmitglied der AN-SSSR gewählt.
Bunkins jüngerer Bruder war der Physiker Fjodor Wassiljewitsch Bunkin.
Bunkin wurde auf dem Moskauer Friedhof Trojekurowo begraben.

## Ehrungen, Preise
- Orden des Roten Banners der Arbeit (1956)
- Held der sozialistischen Arbeit (1958, 1982)[2]
- Leninorden (1958, 1968, 1975, 1982)[2]
- A.-A.-Raspletin-Goldmedaille der AN-SSSR (1970, 1. Preisträger)[1][8]
- Staatspreis der UdSSR (1970)[2]
- Orden der Oktoberrevolution (1972)
- Ehrenzeichen der Sowjetunion
- Leninpreis (1980)[2]
- Orden der Freundschaft (1997)
- Staatspreis der Russischen Föderation im Bereich Wissenschaft und Technik (1997)[2]
- Verdienstorden für das Vaterland IV. Klasse (2002)[2]
- Utkin-Goldmedaille (2003)[2]